# Cyrtomenus crassus
Cyrtomenus crassus är en insektsart som beskrevs av Walker 1867. Cyrtomenus crassus ingår i släktet Cyrtomenus och familjen taggbeningar. Inga underarter finns listade i Catalogue of Life.